# Parafia Chrystusa Dobrego Pasterza w Jurowcach
Parafia pw. Chrystusa Dobrego Pasterza w Jurowcach – rzymskokatolicka parafia z siedzibą w Jurowcach, administracyjnie należąca do dekanatu Wasilków, archidiecezji białostockiej, metropolii białostockiej.

## Zasięg parafii
Do parafii należą wierni z miejscowości:
Jurowce, Katrynka, Mostek, Sochonie, Woroszyły, Wólka Poduchowna, Wólka-Przednieście i Zaścianek.